# Melanodrymia aurantiaca
Melanodrymia aurantiaca là một loài ốc biển, là động vật thân mềm chân bụng sống ở biển thuộc họ Melanodrymiidae.